# Інес Гайзе
Інес Гайзе (нім. Ines Heise; нар. 9 листопада 1975) — колишня німецька тенісистка.
Найвищу одиночну позицію світового рейтингу — 209 місце досягла 16 грудня 1996, парну — 455 місце — 24 серпня 1998 року.

## Фінали ITF

### Одиночний розряд: 1 (0–1)
| Результат | Ранг | Дата            | Турнір             | Покриття | Суперниця             | Рахунок  |
| --------- | ---- | --------------- | ------------------ | -------- | --------------------- | -------- |
| Поразка   | 1.   | 23 вересня 2001 | Барселона, Іспанія | Ґрунт    | Аранча Парра Сантонха | 3–6, 2–6 |